# Параскева Величкова
Параскева (Парашкева) Димитрова Величкова е българска учителка.

## Биография
Родена е през 1870 г. в Берковица. Заедно със семейството ѝ се установяват в Цариград. По-късно завършва Пансиона за благородни девици в Москва. Осиновена е от бездетното семейство на началника на пансиона. В Цариград се запознава с писателя, преводач и политик Константин Величков и през 1892 г. се сгодява за него. Заедно с него учителстват в Солунската българска мъжка гимназия, а по-късно е учителка в Първа мъжка гимназия в София. Умира през 1941 г. в София.